# Курсель, Даниэль де Реми де
Даниэ́ль де Реми де Курсе́ль(фр. Daniel de Rémy de Courcelles, sieur de Montigny, de La Fresnaye et de Courcelle; 1626[…], Арк-ла-Батай — 24 октября 1698[…], Тулон) — французский королевский генерал-губернатор Новой Франции (совр. Канада) с 12 сентября 1665 года по 12 сентября 1672.

## Деятельность в Канаде
По прибытии в Канаду, де Курсель совершил ряд военных экспедиций против ирокезов. В январе 1666 года отряд из около 500 французов под личным командованием де Курселя вторгся на земли племени ирокезов (на территории современного американского штата Нью-Йорк). Силы вторжение были явно недостаточно, поэтому французы были вынуждены отступить, хотя и сумели взять в плен одного из вождей и продемонстрировать ирокезам военные возможности французов. 
В то же время, он предпринял ряд действий для разрешения конфликтов между различными индейскими племенами, и между индейцами и французскими поселенцами. Это способствовало установлению мира в Новой Франции и сохранению значительных объёмов торговли пушниной, которая ранее находилась под угрозой захвата голландцами и англичанами. Де Курсель также одобрил план путешественника Рене-Робера Ла Саля об организации экспедиций в поисках западного прохода в Китай.
Вместе с интендантом Новой Франции Жаном Талоном, де Курсель способствовал совершенствованию судебных процедур в колонии, и, действуя по приказу Людовика XIV, создал в Новой Франции отряды ополчения. Этому ополчению предстояло сыграть важную роль в последующих войнах.
Хотя фамилия губернатора была де Реми де Курсель, но он подписывал свои документы кратко: Курсель, и именно под этой фамилией стал известен (и до сих пор известен) в Канаде.